# Alex Rider (serie televisiva)
Alex Rider è una serie televisiva britannica, basata sull'omonima serie di romanzi di Anthony Horowitz. Adattato da Guy Burt, ha come protagonista Otto Farrant nei panni dell'omonimo personaggio, che viene reclutato da una divisione dell'MI6 come spia.
La serie è stata prodotta da Eleventh Hour Films e Sony Pictures Television, ed è il secondo adattamento dei romanzi, dopo il film Alex Rider: Stormbreaker del 2006.
La prima stagione di otto episodi, basata su Point Blanc, è stata pubblicata in anteprima su Amazon Prime Video nel Regno Unito il 4 giugno 2020. Nel novembre 2020, la serie è stata rinnovata per una seconda stagione e si appresta ad adattare Eagle Strike. La serie ha ricevuto recensioni generalmente positive: i critici hanno lodato la performance principale di Farrant definendola un miglioramento marginale rispetto all'adattamento cinematografico di Stormbreaker.

## Trama
In seguito alla morte dello zio, spia britannica sotto copertura, l'adolescente londinese Alex Rider viene reclutato da una divisione del Dipartimento segreto dell'intelligence del Regno Unito (MI6), per essere infiltrato in una controversa accademia correttiva per ragazzi ribelli provenienti da famiglie ultra-ricche.

## Episodi
| Stagione         | Episodi | Pubblicazione Regno Unito | Pubblicazione Italia |
| ---------------- | ------- | ------------------------- | -------------------- |
| Prima stagione   | 8       | 2020                      | 2020                 |
| Seconda stagione | 8       | 2021                      | 2021                 |
| Terza stagione   | 8       | 2024                      | 2024                 |

## Cast e personaggi

### Personaggi principali
- Otto Farrant nei panni di Alex Rider,[2] un adolescente altamente qualificato che viene reclutato dal Dipartimento delle operazioni speciali.
- Stephen Dillane nel ruolo di Alan Blunt, l'astuto capo del Dipartimento delle operazioni speciali.
- Vicky McClure nel ruolo della signora Jones, vicedirettore del dipartimento delle operazioni speciali e gestore di Alex.
- Andrew Buchan nel ruolo di Ian Rider, un agente del Dipartimento delle operazioni speciali e zio di Alex.
- Brenock O'Connor nel ruolo di Tom Harris, il migliore amico di Alex.
- Ronkẹ Adékoluẹjo nei panni di Jack Starbright, una laureata presso l'UCL americano e principale assistente di Alex.
- Liam Garrigan nei panni di Martin Wilby, un agente del Dipartimento delle operazioni speciali e un collega di Ian.
- Ace Bhatti nel ruolo di John Crawley, capo del personale del Dipartimento delle operazioni speciali.
- Thomas Levin nei panni di Yassen Gregorovitch, un misterioso assassino.
- Haluk Bilginer nel ruolo del dottor Hugo Greif, direttore di Point Blanc, una misteriosa accademia.
- Howard Charles nel ruolo di Wolf, il leader di una squadra del servizio aereo speciale (SAS).
- Nyasha Hatendi nei panni di Smithers, il quartiermastro del Dipartimento delle operazioni speciali.
- Ana Ularu nel ruolo di Eva Stellenbosch, Preside di Point Blanc.
- Marli Siu nei panni di Kyra Vashenko-Chao, un hacker di Singapore e una studentessa di Point Blanc.
- Jason Wong nel ruolo di Nile, assassino della SCORPIA ed esperto di arti marziali. È l'uomo di fiducia di Julia Rothman.

### Personaggi secondari
- George Sear nei panni di Parker Roscoe, un americano laureato a Point Blanc ed erede di un impero dei media.
- Andrew Buzzeo nel ruolo del signor Boswell, insegnante di inglese di Alex e Tom.
- Macy Nyman nei panni di Steph, una studentessa della scuola di Alex che è attratta da Tom.
- Shalisha James-Davis nei panni di Ayisha, una studentessa popolare della scuola di Alex che ha un'attrazione reciproca con lui.
- Ky Discala nei panni di Eagle, il cecchino della squadra di Wolf.
- Rebecca Scroggs è Snake, un membro della squadra di Wolf.
- Ben Peel nel ruolo di Fox, un membro della squadra di Wolf.
- Talitha Wing nei panni di Sasha,[2] una studentessa modello a Point Blanc che è attratta da Alex.
- Nathan Clarke nel ruolo di Arrash, uno studente modello a Point Blanc.
- Katrin Vankova come Laura, una studentessa di Point Blanc che fa amicizia con Alex.
- Earl Cave nei panni di James, l'australiano[3] erede di una società dell'industria delle armi e uno studente a Point Blanc che fa amicizia con Alex.

### Altri
- Steven Brand nei panni di Michael Roscoe, CEO di Roscorp Media e padre di Parker.
- Llewella Gideon come Miss Baker, un'insegnante alla scuola di Alex.
- Simon Shepherd nei panni di Sir David Friend, il proprietario della Friend Foundation, un impero multimiliardario di produzione e distribuzione di cibo.
- Josh Herdman come Stan, un barbiere.
- Lucy Akhurst nel ruolo di Lady Caroline Friend, la moglie di Sir David.
- Alana Boden è Fiona Friend, la figlia viziata di Sir David e Lady Caroline.
- Ralph Prosser nel ruolo di Rafe, un amico di Fiona.
- Simon Paisley Day nel ruolo del dottor Baxter, il medico e insegnante di educazione fisica a Point Blanc.
- James Gracie nel ruolo di Langham, l'assistente personale di Parker.
- Ali Hadji-Heshmati come Javid, un amico di Tom e Alex.

## Produzione
Nel maggio 2017, Variety ha riferito che Eleventh Hour Films aveva opzionato i diritti del film per la serie Alex Rider di Horowitz e che avrebbe prodotto la serie per ITV. Guy Burt era assegnato come showrunner.
Nel luglio 2018, Variety ha riferito che Eleventh Hour Films avrebbe collaborato con Sony Pictures Television per produrre un adattamento in otto episodi di Point Blanc, il secondo libro della serie di Alex Rider. Horowitz sarà il produttore esecutivo della serie. La divisione di distribuzione internazionale e mondiale di Sony Pictures Television guidata da Wayne Garvie e Keith Le Goy era associata alla serie di film.
Nel settembre 2019, è stato pubblicato il primo teaser trailer della serie. Otto Farrant, Brenock O'Connor, Stephen Dillane, Vicky McClure, Andrew Buchan, Ronkẹ Adékoluẹjo, Ace Bhatti e Nyasha Hatendi sono stati annunciati come membri del cast. La serie è diretta da Andreas Prochaska e Christopher Smith. Le location delle riprese includevano Londra, le Alpi francesi e Sinaia nella contea di Prahova, in Romania. La prima stagione è stata prodotta in sei mesi, a partire da marzo 2019.
Il 10 novembre 2020, la serie è stata ufficialmente rinnovata per una seconda stagione e adatterà il libro di Alex Rider Eagle Strike. Originariamente previsto per essere prodotto alla fine del 2020, lo spettacolo è stato posticipato in attesa di sapere se sarebbe stato rinnovato. La serie inizierà le sue 22 settimane di produzione nel gennaio 2021 a Bristol, in Inghilterra.
A marzo 2024 viene comunicata che la terza stagione, in uscita il 5 aprile 2024, sarà l'ultima.

## Distribuzione
Il trailer ufficiale è stato distribuito alla fine di ottobre 2019. Durante la promozione della serie, il protagonista Otto Farrant ha elogiato lo spettacolo per aver affrontato i cambiamenti sociali che hanno permesso agli uomini di parlare dei loro sentimenti, sensibilità e vulnerabilità. Ha anche affermato che la serie si rivolge a un nuovo pubblico di adolescenti che stava scoprendo per la prima volta la serie di romanzi di Alex Rider evitando temi più oscuri.
La prima stagione di otto episodi è stata distribuita su Prime Video nel Regno Unito e in Irlanda il 4 giugno 2020, ed è stata pubblicata su Prime Video in Australia, Germania e Austria più tardi nell'estate 2020. In Nuova Zelanda, la serie televisiva è distribuita da TVNZ On Demand. Lo spettacolo è stato presentato in anteprima su Prime in Canada, Italia e America Latina e su IMDb TV di Amazon negli Stati Uniti.
La seconda stagione è stata distribuita da Amazon Prime Video il 3 dicembre 2021 in Australia, Canada, Italia, Germania, America Latina, Nuova Zelanda e Regno Unito e IMDb TV negli Stati Uniti.

## Accoglienza
Per la prima stagione, il sito Web di aggregazione di recensioni Rotten Tomatoes ha riportato un indice di approvazione dell'85%, con un punteggio medio di 6,4/10 basato su 26 recensioni. Il consenso del sito web recita: "La prima stagione di Alex Rider impiega un minuto per trovare la sua posizione, ma una volta che lo fa dimostra un ingresso solido nel gioco dello spionaggio che tutta la famiglia può godere". Metacritic, che utilizza una media ponderata, ha assegnato un punteggio di 67 su 100 sulla base di 8 critici, indicando "recensioni generalmente favorevoli".
In una recensione per The Guardian, Lucy Mangan ha dato alla serie tre stelle su cinque, descrivendola come un "gioco improbabile e pieno di azione per tutte le tue esigenze di evasione". Ha descritto Alex Rider come un James Bond adolescente, elogiando il protagonista Otto Farrant per aver portato nel ruolo più di quanto fosse scritto in quella che ha descritto come una "sceneggiatura utile". Ha descritto la serie come una miscela di Jason Bourne e Spooks. Will Richards di NME ha dato una valutazione alla serie di tre stelle su cinque, descrivendola come una seconda opportunità per la serie di Alex Rider dopo il fallimento dell'adattamento cinematografico del 2006 Stormbreaker. Richards ha osservato che la serie ha evitato i cliché gadget di James Bond per i primi due episodi, elogiando la performance di Farrant nei panni di Alex Rider, ma ha ritenuto che la serie avesse bisogno di armeggiare per identificare il suo pubblico di destinazione. Richards ha anche descritto la performance del co-protagonista Brenock O'Connor nei panni del migliore amico di Alex, Tom Harris, come carismatica. Pur elogiando il personaggio di Marli Siu, Kyra, come una degna aggiunta al mondo maschile della serie tuttavia ha espresso delusione per il fatto che i personaggi di Vicky McClure e Stephen Dillane siano stati sottoutilizzati.
Ed Cumming di The Independent ha assegnato alla serie tre stelle su cinque, descrivendola come "elegante ma non igienizzata, catturando maggiormente lo slancio dei libri e portandoli al passo con il 21º secolo". Considerava Alex Rider più fedele alla serie rispetto al film Stormbreaker del 2006. Ha anche elogiato la versione di Farrant di Alex Rider come più plausibile della versione del personaggio di Alex Pettyfer, descrivendo il primo come "uno scolaro adolescente con un taglio di capelli da calciatore ma meno energico di un modello maschile". Cumming ha anche elogiato la serie per aver mirato a giovani adulti e adulti, l'inclusione di moderne tecnologie di comunicazione come smartphone e social media e un cast più diversificato.
Sam Brooks, recensore del neozelandese The Spinoff ha elogiato le serie TV per catturare lo spirito della serie romanzo originale e attraente sia per i ragazzi sia per gli appassionati adulti che erano cresciuti leggendo la serie di romanzi. Brooks ha anche elogiato la performance di Farrant nei panni di Alex Rider, sostenendo di aver inchiodato l'anima del protagonista adolescente catturando i suoi punti di forza, stati d'animo e paure.
Anita Singh di The Daily Telegraph ha dato alla serie quattro stelle su cinque, descrivendola come 'splendida ed elegante, portando le storie al passo con i tempi attraverso gli smartphone e la cyber-tecnologia mantenendo comunque lo spirito delle avventure proprie di un ragazzo'. La considerava di gran lunga superiore al film del 2006 e ha elogiato la serie per la sua cinematografia unica di Londra. Singh l'ha anche paragonata positivamente al franchise di Bourne e ha elogiato la serie per essere in grado di intrattenere sia adulti sia adolescenti.
Emmy Griffiths di Hello!, ha paragonato la serie televisiva favorevolmente al film del 2006, lodando il ritmo, la costruzione del mondo e l'orientamento del prodotto alle famiglie. Ha descritto la serie come un "racconto di formazione" per Alex Rider con una sotto trama procedurale della polizia incentrata sugli sforzi dell'MI6 per rintracciare l'assassino dello zio Alex. Griffiths ha anche elogiato le performance di Farrant, McClure e O'Connor.